# Paul Salomone
Pour les articles homonymes, voir Salomone.
 (octobre 2018).
Paul Salomone né le 27 juin 1981 à Morlaix est un dessinateur français de bande dessinée.

## Biographie
Cousin de l'acteur et humoriste Bruno Salomone, Paul Salomone envisage une carrière sportive et suit des études en Sciences et techniques des activités physiques et sportives avant de se consacrer entièrement au dessin et à la bande dessinée. En 2001, il s’installe à Nîmes pour y obtenir une Licence d’Arts Appliqués. Il entre en qualité de stagiaire au studio d'animation La Fabrique et publie des illustrations et des planches dans le magazine Black Mamba. Sweet Home Chicago, une histoire courte en quatre pages sur un scénario d'Aurélien Alerini, est publiée en novembre 2007 dans le numéro 103 du journal Lanfeust Mag. Participant en qualité de bénévole à l'organisation du Salon européen de la BD de Nîmes, son travail est remarqué par Albert Uderzo qui le pousse à persévérer dans la bande dessinée. En 2010, il est contacté par le scénariste Wilfrid Lupano qui recherche un dessinateur pour illustrer une série de western spaghetti, L'homme qui n'aimait pas les armes à feu, qui doit comprendre quatre volumes. Le premier tome, Chili con carnage, dessiné dans un style à la fois réaliste et humoristique, parait aux éditions Delcourt le 20 avril 2011 et reçoit un très bon accueil tant de la part de la critique que du public,, et le second, Sur la piste de Madison sort le 30 janvier 2013 et est récompensé par le prix de la radio Raje lors du douzième salon de la bande dessinée de Nîmes.

## Œuvres
- L'Homme qui n'aimait pas les armes à feu - Delcourt 2011-2017

1. Chili con carnage, Wilfrid Lupano (scénario), Paul Salomone (dessin), Lorenzo Pieri (couleur), Delcourt, 2011  (ISBN 978-2-7560-1807-2)
2. Sur la piste de Madison, Wilfrid Lupano (scénario), Paul Salomone (dessin), Simon Champelovier (couleur), Delcourt, 2013  (ISBN 978-2-7560-2646-6)
3. Le Mystère de la femme araignée, Wilfrid Lupano (scénario), Paul Salomone (dessin), Simon Champelovier (couleur), Delcourt, 2014  (ISBN 978-2-7560-3355-6)
4. La Loi du plus fort, Wilfrid Lupano (scénario), Paul Salomone (dessin), Simon Champelovier (couleur), Delcourt, 2017   (ISBN 978-2-7560-6548-9)

- Des Plumes & Elle, scénario, dessin, couleur : Paul Salomone - Delcourt 2018